# Pustelnia (Góry Krucze)
Pustelnia (niem. Einsiedelberg) – szczyt w środkowej części Gór Kruczych o wysokości 683 m n.p.m., który stanowi najwyższą kulminację w tej części Gór Kruczych. Wznosi się na zachodniej krawędzi Gór Kruczych, stromo opadając do doliny Bobru pomiędzy Lubawką a Błażkową.
Pustelnia zbudowana jest z permskich porfirów (trachitów), u zachodniego i północno-zachodniego podnóża sąsiadujących ze zlepieńcami czerwonego spągowca. U północno-zachodniego podnóża góry zlokalizowany jest stary kamieniołom porfirów. W skałach Pustelni występuje między innymi ortoklaz i albit.
Szczyt porośnięty jest lasem świerkowym regla dolnego. Z roślin rzadkich można spotkać tu między innymi:
- marzannę wonną,
- pierwiosnek wyniosły,
- pełnik europejski.

Zachodnim zboczem Pustelni prowadzi droga z Kamiennej Góry do przejścia granicznego z Czechami położonego na Przełęczy Lubawskiej.